# Freak
Ett freak är en person som är extremt avvikande på något sätt. Det kan användas som ett skällsord eller ett sätt att hastigt förklara att någon inte är att lita på eller är starkt avvikande. 
Det kan delvis handla om starka intressen som går bortom det normala, men även om avvikande sexuellt beteende eller bara social klumpighet. 
Det behöver inte vara något negativt, tvärtom finns det flera självutnämnda freaks. Ofta är detta medvetna normbrytare, eller folk med ett intensivt intresse som ser det som ett intyg på att de är mer dedikerade än gemene man. 
Ursprungligen är freak ett engelskt ord som betyder missfoster, men även i engelskan används ordet numera oftast i samma betydelse som i svenskan. 